# Ugarit
Ugarit (Oegarit) of Ras Shamra is een archeologische vindplaats in West-Syrië, op enkele kilometers van de Middellandse zeekust. Archeologische boringen hebben aangetoond dat de plaats bewoond was in het Neolithicum omstreeks 7.000 jaar vóór onze tijdrekening. Ugarit was ca. 3000 v.Chr. waarschijnlijk een Kanaänitische stad. Ze had een bloeiende zeehaven, die de verbinding met Cyprus verzekerde. Er werd handel gedreven met Egypte en Mesopotamië. Ugarit beleefde zijn tweede en belangrijkste bloeiperiode tussen de 15de en de 13e eeuw v.Chr..
De stad werd na haar teloorgang in 1190 v.Chr. verlaten. Er is nog een tablet dat de zonsverduistering van 21 januari 1192 v.Chr. vermeldt, zodat de verwoesting van de stad later plaatsgevonden moet hebben. Ze is in 1928 bij toeval herontdekt. Een boerin opende bij het ploegen van haar veld een graf wat leidde tot de ontdekking van de necropolis van Ugarit.

## Vroege Bronstijd
Vanaf 3000 vóór onze tijdrekening vormde Ugarit een belangrijke schakel in de zeevaartroutes, toentertijd vooral beheerst door de zeevaarders van de Minoïsche beschaving, die de Levant met de Cycladen (onder meer Santorini), Kreta en Cyprus verbonden. Ook de handel met Egypte was belangrijk. Er werd vooral kopererts en cederhout verhandeld. De vermelding in Ebla van een plaats Ug-ga-ra-atki in een lijst van plaatsnamen van ca. 2400 v.Chr is mogelijk de eerste verwijzing naar de stad, maar sommige geleerden betwijfelen of deze identificatie juist is
Rond 2200 v.Chr. lijkt de stad een tijdlang onbewoond te zijn, maar vanaf 2000 v.Chr. vestigden Amorieten zich er. In het tweede millennium vóór onze tijdrekening kwam Ugarit zo onder invloed van de oud-Feniciërs. Er werden kunstvoorwerpen uit deze zuidelijke culturele traditie teruggevonden.
In dezelfde periode was er evenwel ook beïnvloeding door het Oude Egypte. Van 1900-1650 v.Chr. was Ugarit een stedelijke cultuur die internationale banden onderhield met name met Egypte. Er is bijvoorbeeld een kraal gevonden met de naam van Sesostris I erop.
Ook in Mari wordt de stad vermeld en er wordt zelfs gewag gemaakt van een bezoek van de koning van Mari aan Ugarit.
Na deze eerste bloeitijd volgde een periode van neergang en onrust. Mogelijk is de stad zelf enige tijd verlaten geweest.

## Late bronstijd
De stad beleefde een tweede bloeitijd tussen 15de en de 12e eeuw v.Chr. In deze periode was Ugarit een stadstaat met een koning aan het hoofd. De koningslijsten zijn bewaard gebleven.
De stad ontwikkelde zijn eigen spijkerschrift dat opmerkelijk genoeg een alfabet genoemd mag worden. Historische documentatie begint met Niqmaddu II. De archieven van voordien zijn mogelijk vernield.
Via de haven werd verder koper uit Cyprus ingevoerd. Uit Spanje kwam tin en zilver. Volgens Strabo was er ook een lucratieve tinhandel met Bretagne. Tin werd samen met het Cypriotisch koper tot brons verwerkt. Ugarit had een eigen metaalverwerkende industrie.
Een andere belangrijke industriële activiteit was het winnen van purperen kleurstof uit de purperslak, naar Fenicisch voorbeeld.
Ivoorsnijkunst, naar Egyptisch model, kende een hoog niveau. Op een opgegraven ivoorplaket is een afbeelding van Ishtar of Potnia gevonden.
De stijl van de kunstvoorwerpen verraadde de internationale invloeden.
Ugarit had, op het gebied van landbouw, een zeer vruchtbaar achterland en kon zijn landbouwproducten exporteren. Graan, wijn, olijfolie werden verhandeld.
Anderzijds bereikten eindproducten van de Myceense economie Ugarit. De Myceners - die de zeevaart van de Minoërs hadden overgenomen - verzorgden de doorvaart via Eufraat en Tigris. Er waren eveneens handelsrelaties met het Hettitisch koninkrijk in Anatolië.

## Egyptische en Hettitische overheersing
Rond 1500 v.Chr. veroverde Thoetmosis III Fenicië, waardoor de Egyptische hegemonie zich over heel Kanaän uitstrekt. Ugarit leefde periodiek onder invloed van het Mittanirijk. Deze periode kende het een grote bloei.
Vermoedelijk werd de stad in de 14de eeuw geteisterd door een vloedgolf of een aardbeving. Paleis en stad werden deels vernield maar korte tijd later terug opgebouwd.
In de tweede helft van de 14de eeuw kwam Ugarit onder de Hettitische invloedssfeer, maar de handel ging door, ook met Egypte, wat hielp om de relatie tussen de twee grote mogendheden te stabiliseren en getuigt van de diplomatieke kwaliteiten van de heersers van Ugarit.
Onder Suppiluliuma I en Mursili I strekte het Hettitische rijk zich uit tot bijna geheel Anatolië en delen van Syrië en Kanaän.
Ugarit werd ten slotte omstreeks 1190 v.Chr. verwoest in een brandcatastrofe, terwijl haar vloot waarschijnlijk op weg was naar de Lukka landen (brief aan de koning van Cyprus). Ook Cyprus werd onder de voet gelopen, en -waarschijnlijk wat later- het Hettitische Rijk. Tijdens de brand die een eindeo maakte aan de stad werden wel een honderdtal kleitabletten 'als in een oven' gebakken en daarmee goeddeels onverwoestbaar gemaakt. Deze tabletten 'uit de oven' geven belangrijke informatie over de laatste dagen van koning Ammurapi die een vazal was van de laatste Hettietenkoning Suppiluliuma II.

## Maatschappij
In de 14e eeuw v.Chr. stond de stad Ugarit onder leiding van de Adath (betekent "Vrouwe" als tegenhangster van Adon, Heer), de belangrijke Vrouwe van het koninklijk huis. Uit teksten op de gevonden kleitabletten blijkt dat Adath een actief aandeel had in de politieke aangelegenheden. De sociale status van de vrouwen, bijzonder van de moeders, was hoog in Ugarit, stelde Claude Schaeffer die de opgravingen leidde in 1939. Rechtskundige documenten zeggen hetzelfde als deze van Elam. De vrouw behield haar bezittingen bij echtscheiding of weduwschap en gaf die door aan haar kinderen; deze laatsten hadden ook de naam van hun moeder.
De "patriciërs" van Ugarit waren de 'Mariannu' (vergelijkbaar met de 'Heqetai' in Mycene). Zij woonden in mooie huizen en konden zich allerlei luxevoorwerpen veroorloven. In hun graven zijn vazen - van Myceense makelij - van grote kwaliteit teruggevonden. Op deze vazen staan dikwijls afbeeldingen van een stel paarden en een strijdwagen. Blijkbaar beschikten de "patriciërs" ook werkelijk over paarden en wagens. De koning was zelf bij de handel betrokken. Het paleis hief belastingen, in zilver, op onroerend goed en op doorvoer. 
Onderaan de hiërarchie stonden de boeren. Uit deze groep werden de soldaten voor het leger geronseld. Het systeem was feodaal.

## Taal en schrift

Ugaritisch spijkerschrift in 'alfabet'volgorde

Naast het Ugaritisch werden verschillende talen gebruikt in Ugarit, onder meer het Fenicisch, het Hurritisch en vroeg-Hebreeuws. Diplomatieke correspondentie gebeurde in conventioneel Akkadisch en werd neergeschreven in traditioneel spijkerschrift.
De gevonden kleitabletten wijzen op de aanwezigheid van Cyprioten, Hettieten, Egyptenaren, mensen uit Tyrus, Byblos, Mesopotamië, Palestina en Hurritisch sprekenden. Ook de residerende Myceense en Kretenzische kooplui lieten sporen van hun aanwezigheid na, vooral eigen aardewerk.
Dictionaires met Hurritisch, Sumerisch, Akkadisch en Ugaritisch vocabulair zijn gevonden, maar niet in het Hebreeuws.
Ugarit was een van de eerste plaatsen waar een alfabetisch spijkerschrift tot ontwikkeling kwam. Dit laat bronstijd alfabet bestond uit 30 tekens, 27 voor consonanten, 3 voor a i o wat uitzonderlijk was in het semitisch systeem.
De standaard naslagwerkcollectie voor de Ugaritische spijkerschriftteksten is Keilalphabetische Texte aus Ugarit (KTU).

## Archeologische vondsten
Ugarit was een ommuurde stad en had de vorm van een trapezium. Er was een regelmatig stratenpatroon. Gedurende 60 jaar opgravingen werden volgende elementen gevonden.

### Paleizen
Het koninklijk paleis, gelegen nabij de westelijke stadsmuur, dateert uit 1400-1200 v.Chr. en strekt zich uit over een oppervlakte van één ha. Het telde een 90tal vertrekken gegroepeerd rond een binnenhof en rond meerdere kleine open ruimtes. Het was een groot paleis gelijkend op dat van Alalakh. Het had een slotwal met een poort van het Hettitische type.
Er zijn ook resten van kleinere paleizen, één noordelijk en één zuidelijk van het grote paleis. Onder het gelijkvloersniveau werden grafkamers gevonden.

### Huizen
Ten oosten van het paleis bevonden zich de privéwoningen. Sommige waren zeer groot. De ruimten voor de beroepsactiviteiten en de vertrekken voor het personeel bevonden zich gelijkvloers; de familie woonde op de verdieping. Onder de vloeren waren grafkamers gebouwd.

### Tempels
Twee tempels, een voor Baäl en een voor Dagon waren gesitueerd op de hogergelegen acropolis. Ze dateren uit het begin van het tweede millennium vóór onze tijdrekening. De stadstempel stond model voor de later gebouwde Tempel van Salomo met hetzelfde grondplan.

### Schrijftabletten
De belangrijkste ontdekkingen in Ugarit zijn de archieven van schrijftabletten met teksten in spijkerschrift gevonden in het paleis, in de tempels en in de huizen zoals in het huis van Rupanu. De teksten in verschillende talen geven zeer veel informatie over het leven in de stad. Vele tabletten zijn geschreven in een alfabet van 30 tekens.
Naast Ugaritisch werden tabletten met Cypro-Minoïsch, Hettitisch en Hurritisch aangetroffen. Tijdens een opgraving in 1958 werd een hele bibliotheek met de zogenaamde Claremont Ras Shamra Tabletten ontdekt. De tabletten werden echter onderhands verkocht op de zwarte markt en kwamen pas in de jaren 1970 weer aan het licht.
De tabletten van Ugarit hebben grote betekenis voor de studie van het Oude Testament en de Tenach, omdat veel historische en mythologische verwijzingen, voorheen grotendeels alleen bekend van de Tenach, nu ook in Ugarit teruggevonden werden.
Het merendeel van de opgravingen werd onder moeilijke politieke omstandigheden uitgevoerd door de archeoloog Claude Schaeffer van het Prehistorisch en Gallo-Romeins Museum van Straatsburg.

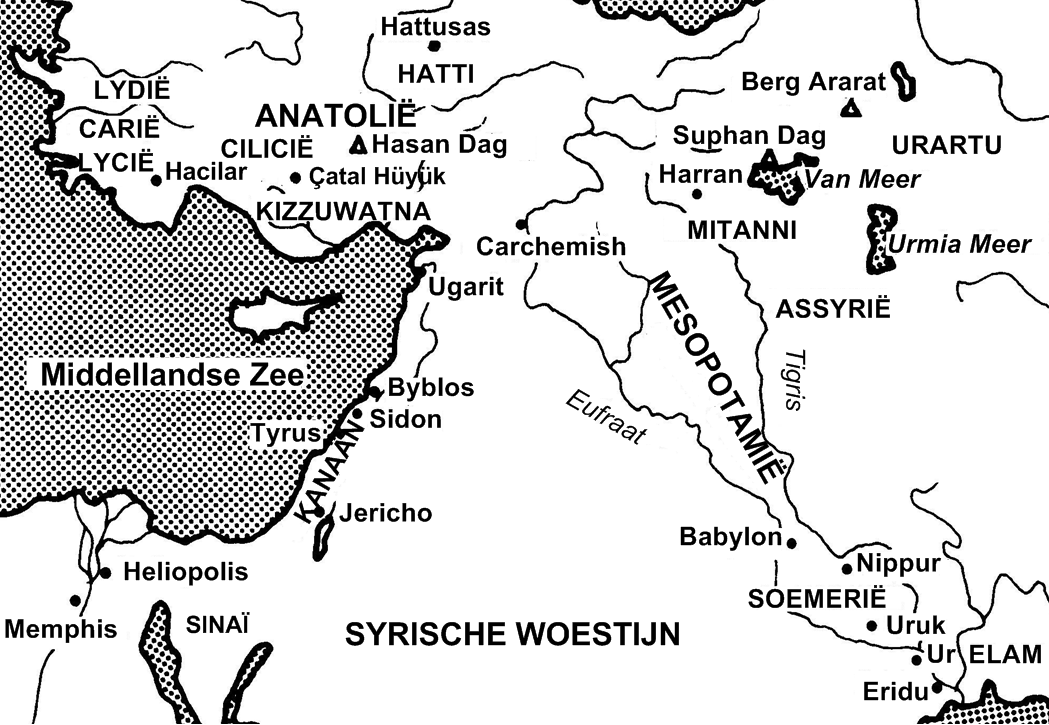
Ugarit waar Cyprus als het ware naartoe wijst
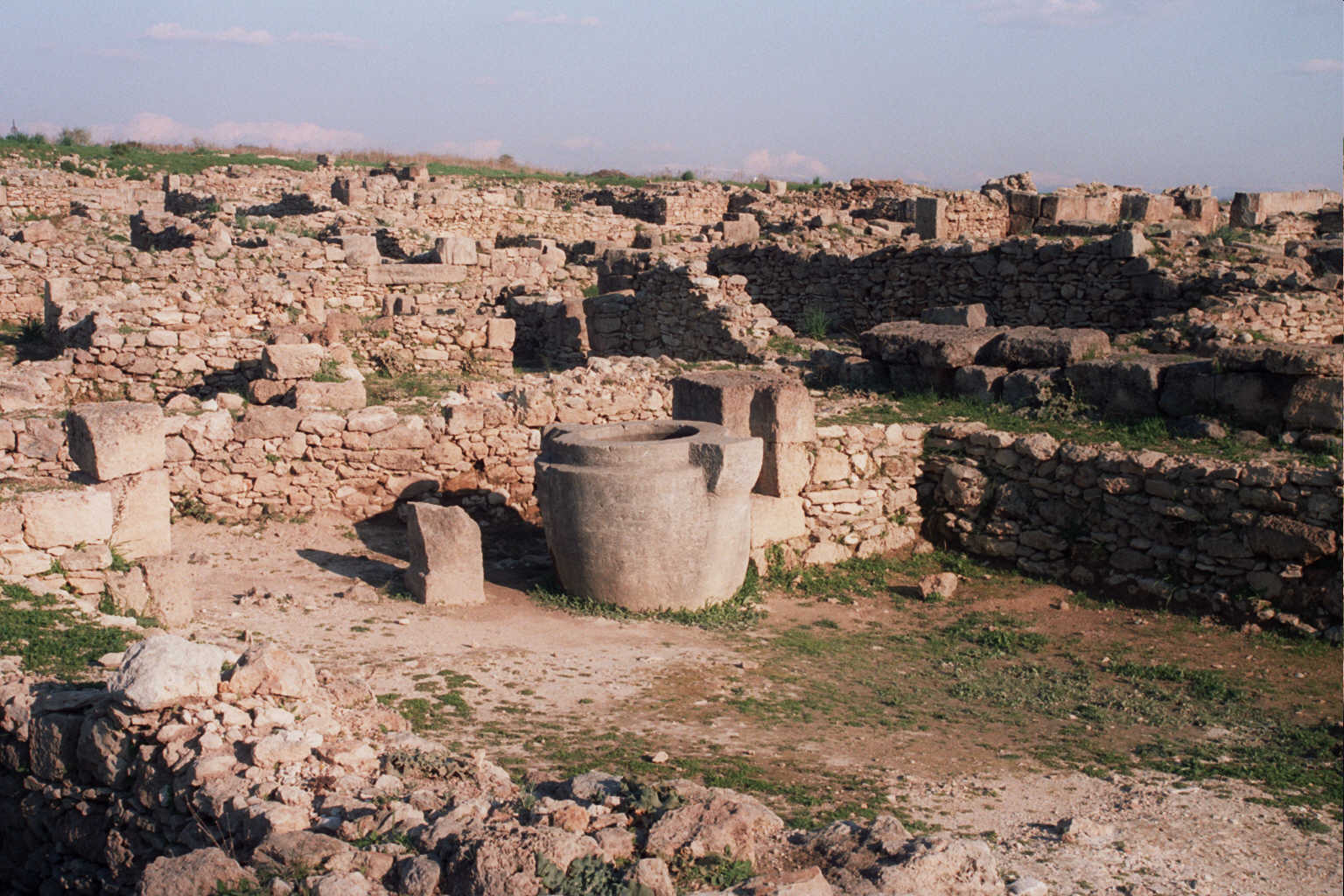
Opgegraven ruïnes in Ras Shamra
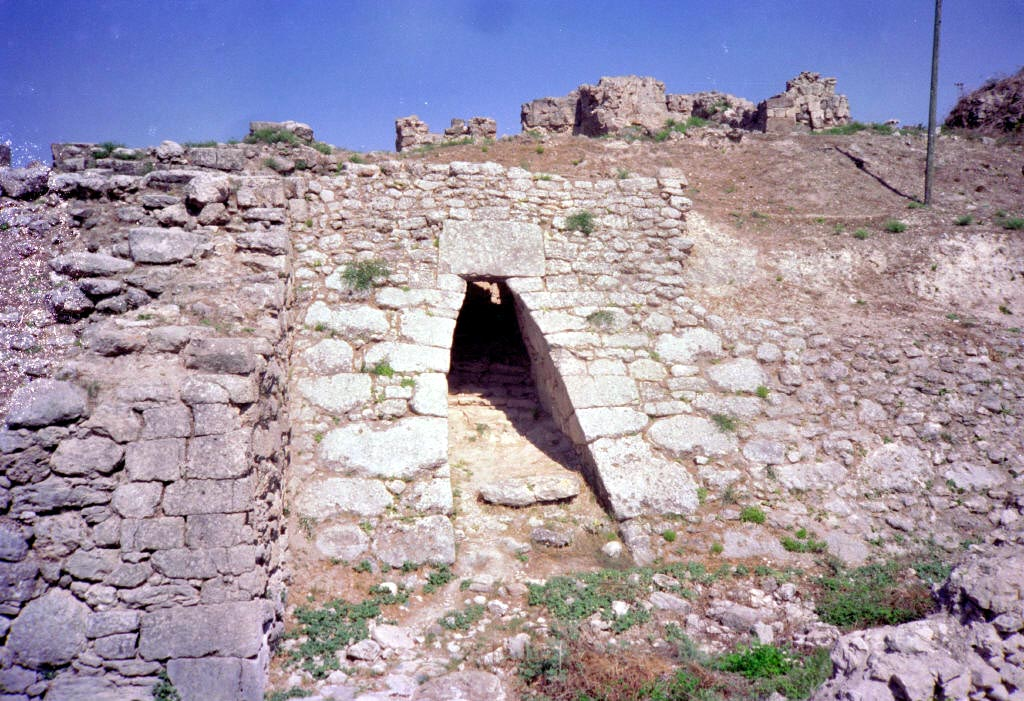
Ingang tot het koninklijk paleis
beeld van Baäl, thans in het Louvre, Parijs
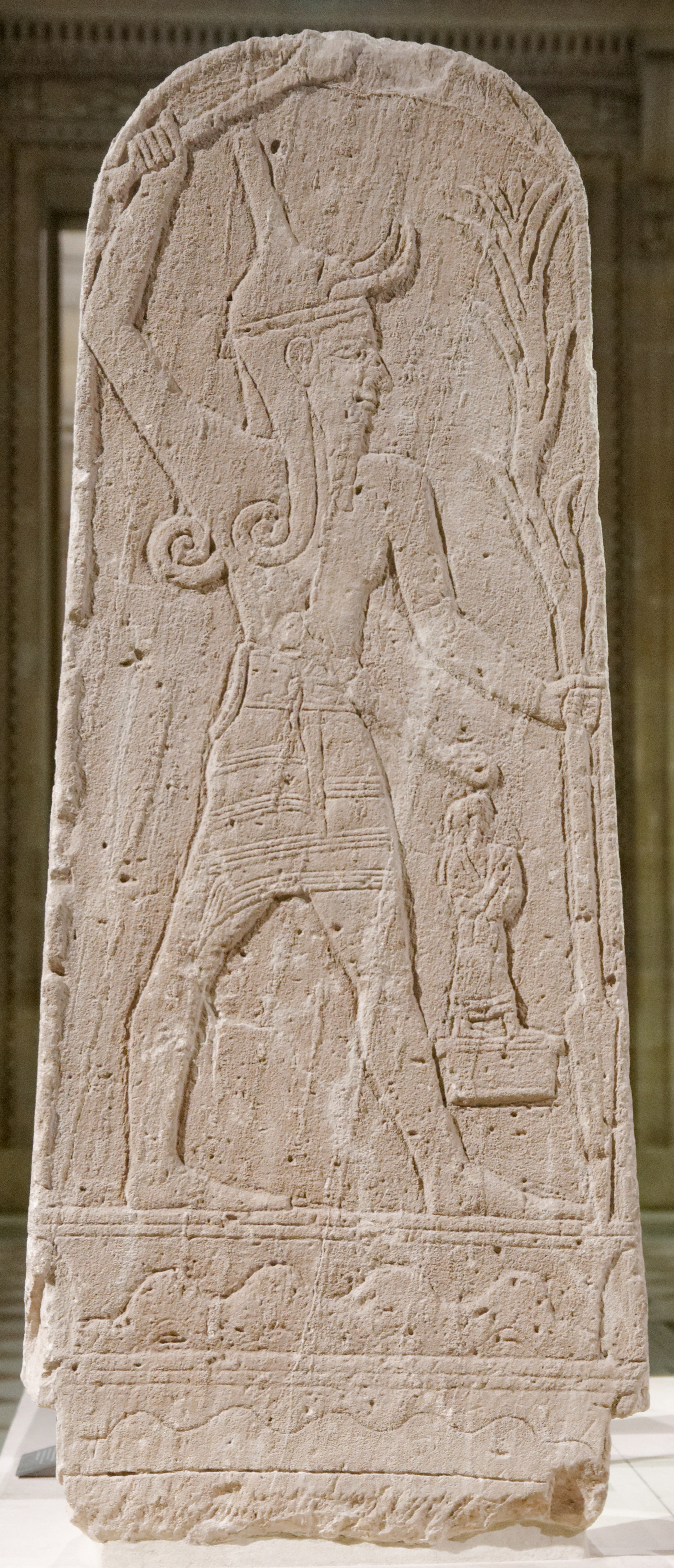
Afbeelding van Baäl. Kalksteen. Gevonden bij de acropolis in Ugarit (West-Syrië). Datering ca. 1500-1300 v. Chr.

## Koningslijst van Ugarit
| Niqmaddu I    |                 |                                                                    |
| Yaqurum I     |                 |                                                                    |
| Ibiranu I     |                 |                                                                    |
| Ammittamru I  | ca. 1350 v.Chr. |                                                                    |
| Niqmaddu II   |                 | Tijdgenoot van Suppiluliuma I van de Hittieten                     |
| Arhalba       |                 |                                                                    |
| Niqmepa       |                 | Sloot verdrag met Mursili II van de Hittieten, zoon van Niqmadu II |
| Ammittamru II |                 | Tijdgenoot van Bentisina van Amurru, zoon van Niqmepa              |
| Ibiranu       |                 |                                                                    |
| Niqmaddu III  |                 |                                                                    |
| Ammurapi      | ca. 1200 v.Chr. | Ugarit wordt vernietigd.                                           |

## Voetnoot
1. ↑  Het gebied dat de Bijbel als Kanaän beschrijft beantwoordt niet aan deze locatie, omdat dat kleiner was, aangezien het dateert van na de afsplitsing van Fenicië. De noordgrens van het Bijbelse Kanaän lag nabij Sidon, eveneens gelegen aan de Middellandse Zee, ten zuidwesten van Damaskus. In 1965 schreef A.F. Rainey dat het, vanuit etnisch, politiek en waarschijnlijk ook taalkundig standpunt gezien, een misvatting zou zijn Ugarit een Kanaänitische stad te noemen (The Biblical Archaeologist, blz. 105)
2. ↑  Eric H. Cline 1177 B.C.: the year civilization collapsed, 2014, ISBN 978-0-691-14089-6
3. ↑  The city of Ugarit at Tell Ras Shamra. Marguerite Yon 2006 ISBN 978-1-57506-029-3
4. ↑  Dit had een cultuureffect op heel het Syrisch gebied, waar elementen van de Hettitische beschaving, bekend als Neo-Hettieten, overleefden (Moorey P.R.S., Boardman John, Gray Basil, prof. Oates David, Byblical Lands, Elsevier SA, Lausanne, 1975, p. 55)
5. ↑  The end of the bronze age. Robert Drews ISBN 978-0691025919, 1995, p.164
6. ↑  John Boardman, Basil Gray, prof. David Oates, Byblical Lands, 1975, Elsevier SA, Lausanne, p. 76